# Elephantis
Elephantis ou Elephantiné, ayant vécu à la fin du Ier siècle av. J.-C., est une poétesse grecque, aussi médecin, connue dans le monde classique pour être l'auteure d'un manuel sexuel notoire.
Selon Suétone, ces textes décrivaient les postures amoureuses avec des illustrations. Le succès de l'oeuvre aurait été assuré par l'empereur Tibère.
Aucune de ses œuvres n'a survécu, même si elles sont référencées dans d'autres textes anciens.